# Albert Krushel
Albert Michael Krushel (* 21. Oktober 1889 in Buffalo; † 25. März 1959 ebenda) war ein US-amerikanischer Radrennfahrer.

## Sportliche Laufbahn
Albert Krushel nahm an den Olympischen Sommerspielen 1912 in Stockholm teil. Im Einzelzeitfahren belegte er den 12. Platz. Zusammen mit Carl Schutte, Alvin Loftes und Walden Martin gewann Krushel die Bronzemedaille in der Mannschaftswertung.